# Silversträckspindel
Silversträckspindel (Tetragnatha pinicola) är en spindelart som beskrevs av Ludwig Carl Christian Koch 1870. Silversträckspindel ingår i släktet sträckkäkspindlar, och familjen käkspindlar. Arten är reproducerande i Sverige. Inga underarter finns listade i Catalogue of Life.